# Resolució 111 del Consell de Seguretat de les Nacions Unides
La Resolució 111 del Consell de Seguretat de les Nacions Unides, aprovada per unanimitat el 19 de gener de 1956, després de recordar les resolucions 54 (1948), 73 (1949), 93 (1951), 101 (1953) i 106 (1955), va prendre nota que, segons el Cap de Estat Major del Organisme de les Nacions Unides per la Vigilància de la Treva, Israel estava violant deliberadament les disposicions de l'Acord d'Armistici General i que hi havia intromissió de les autoritats sirianes en les activitats israelianes al Llac Tiberíades.
El Consell va considerar que aquesta intromissió no justificava de cap manera l'acció d'Israel, va convidar a ambdues parts a complir la seva obligació prevista en l'article V de l'armistici, va demanar al Cap d'Estat Major que prosseguís les seves recomanacions per millorar la situació a la regió, va convidar a un intercanvi immediat de militars presoners i va convidar a ambdues parts a cooperar amb el Cap d'Estat Major.